# Escalhão
Escalhão is een plaats (freguesia) in de Portugese gemeente Figueira de Castelo Rodrigo en telt 931 inwoners (2001).